# Христанчо Матов
Христанчо Матов Гуцов е български общественик, търговец и дарител.

## Биография
Христанчо Матов е роден на 25 декември 1862 година във Враца, тогава в Османската империя. Син е на Мато Гуцов, по професия джелепин (търговец на добитък). Учи в прочутото по това време Възнесенско училище във Враца при учителите Нешо Попбрайков и Андон Кесяков, и двамата от Копривщица. Прогимназиалното си образование плучава при учителите Иван Славейков и Константин Дестимиров. Практикува научения от баща си занаят, а получените семейни парични средства влага в закупуване на имоти около пещерата „Леденика“ край родният си град. Пещерата, поради добрите условия семейството използва за място, където да отлежава произведения от тях кашкавал. Поради изявените си качества по това време е избран за общински съветник.
През 1923 година Христанчо Матов прехвърля имота си около пещерата на Врачанската община. За дарението му свидетелства Протокол № 23 от 9 юли 1923 година на Общината и указ от 27 юни 1923 година. Заради това той получава признание от врачанското гражданство, като на 17 август 1923 година е обявен за почетен гражданин на родния си град. Три години след направеното дарение общинските власти и съответната комисия приемат решението на дарителя и на терена на неговите бивши вече имоти с предоставения от него дървен материал е построена детска колония, наречена по-късно в негова памет Детска колония „Христанчо Матов“. Умира на 12 януари 1928 година в родния си град.